# Florian von Pasetti
Florian Pasetti, ab 1854 Ritter von Pasetti, ab 1867 Freiherr Pasetti von Friedenburg (* 1793; † 1875 in Wien), war österreichischer Donauregulierungskommissär und k.k. Hofrat.

## Wirken
1830 kam es zu einer verheerenden Donauüberschwemmung in Wien, die den Wunsch nach einem wirksamen Hochwasserschutz laut werden ließ. Allerdings wurde in den folgenden Jahren nichts unternommen. 1848 wurde Karl Ludwig von Bruck zum Handelsminister ernannt. Er erkannte die volkswirtschaftlichen und städtebaulichen Vorteile einer Donauregulierung und trieb dieses Vorhaben voran. Auf seine Veranlassung hin wurde eine erste Kommission gegründet, die geeignete Vorschläge erarbeiten sollte. Eine Mehrheit in der Kommission schlug eine neue Flussführung in einem einzigen konkav geschwungenen Bett vor. Eine kleine, aber mächtige Gruppe um Sektionschef Florian Pasetti projektierte hingegen drei Donauarme: den Hauptstrom, den Donaukanal und das Kaiserwasser. Pasetti war entschiedener Gegner eines Donaudurchstichs, den er technisch für unmöglich hielt. Sein Einfluss verhinderte eine Einigung innerhalb der Kommission. Mit dem Rücktritt Brucks im Jahre 1851 kam die Kommissionsarbeit zum Erliegen. 1854 wurde Pasetti durch Kaiser Franz Joseph I. in den erblichen Ritterstand erhoben.
Eine weitere Überschwemmungskatastrophe 1862 war der Auslöser für eine Regulierung der Donau. Pasetti wurde Mitglied der 1864 von Kaiser Franz Joseph I. bestellten zweiten Kommission, die jedoch erst 1866 einberufen wurde. Wiederum gab es Meinungsverschiedenheiten hinsichtlich der besten Lösung. Pasetti trat für eine stadtferne Variante der Donauregulierung ein und konnte wiederum eine Einigung innerhalb der Kommission blockieren. 1867 wurde Pasetti durch Kaiser Franz Joseph I. mit dem Prädikat von Friedenburg in den erblichen Freiherrenstand erhoben, 1868 wurde er pensioniert. Er hat 20 Jahre lang eine Einigung zweier Kommissionen verhindert, was den Einfluss dieses Hofrats deutlich macht. Erst danach konnte man sich innerhalb der Kommission rasch auf einen Vorschlag einigen, der schließlich in die erste Wiener Donauregulierung mündete.
Pasetti liegt in Wien auf dem Hietzinger Friedhof in einem ehrenhalber gewidmeten Grab (Gruppe 6, Nr. 70) begraben.
Sein Sohn Florian schlug eine militärische Laufbahn ein, brachte es bis zum k.u.k. General und erhielt 1917 den Militär-Maria-Theresien-Orden; dessen Sohn Otto war Tenor und Geheimdienstoffizier der amerikanischen Streitkräfte.

## Ehrungen
Im 20. Wiener Gemeindebezirk Brigittenau wurde 1893 eine Straße nach ihm benannt.

## Publikationen
- Notizen über die Donauregulierung im österreichischen Kaiserstaate bis zu Ende des Jahres 1861 mit Bezug auf die im k.k. Staatsministerium herausgegebenen Übersichts-Karte der Donau. Wien 1862.